# My Love (川嶋愛歌曲)
『My Love』是日本創作歌手・川嶋愛在2007年2月14日發售的第11張單曲。

## 概要
距前作『看不見的翅膀』約四個月之後發售的單曲。
「My Love」搭配了2006年富士電視台『戀愛巴士』的主題曲。原本並沒有發售的預定，但因為接到許多有關此歌曲的詢問，才決定要發售CD。這是川嶋愛自「迎向未來」以來第二次擔任戀愛巴士的主題曲。
共推出了通常盤、初回限定盤A、初回限定盤B三種版本。初回限定盤A附贈了作為戀愛巴士主題曲的紀念吊飾，初回限定盤B則附上了收錄有「My Love」的PV的特典DVD。PV的導演是上村Romance晴一。
在2007年2月26日刊登的週間公信榜排名第5，也是獨立創作女性單人歌手的第1名。在當年的公信榜年間獨立創作單曲排名中排名第2。週間獨立創作排行榜則連續四週、累記五週排名第1。
為了紀念本作的發行舉辦了名為「My Love Campaign」的企劃。這個企劃在當時的業界是個新的嘗試而受到屬目。另外，只要從2月14日開始兩週內下載這個企劃中所推出的電腦桌面附件軟體「NEWSWING」，就能夠收看「My Love」的特別版PV。

## 收錄曲
- 全作詞・作曲：川嶋愛

### 通常盤
1. My Love
編曲：長澤孝志
富士電視台「戀愛巴士」的主題曲
2. snow dream
編曲：enzo
3. Crying
編曲：enzo

### 初回限定盤B DVD
1. My Love(PV)